# 반나지

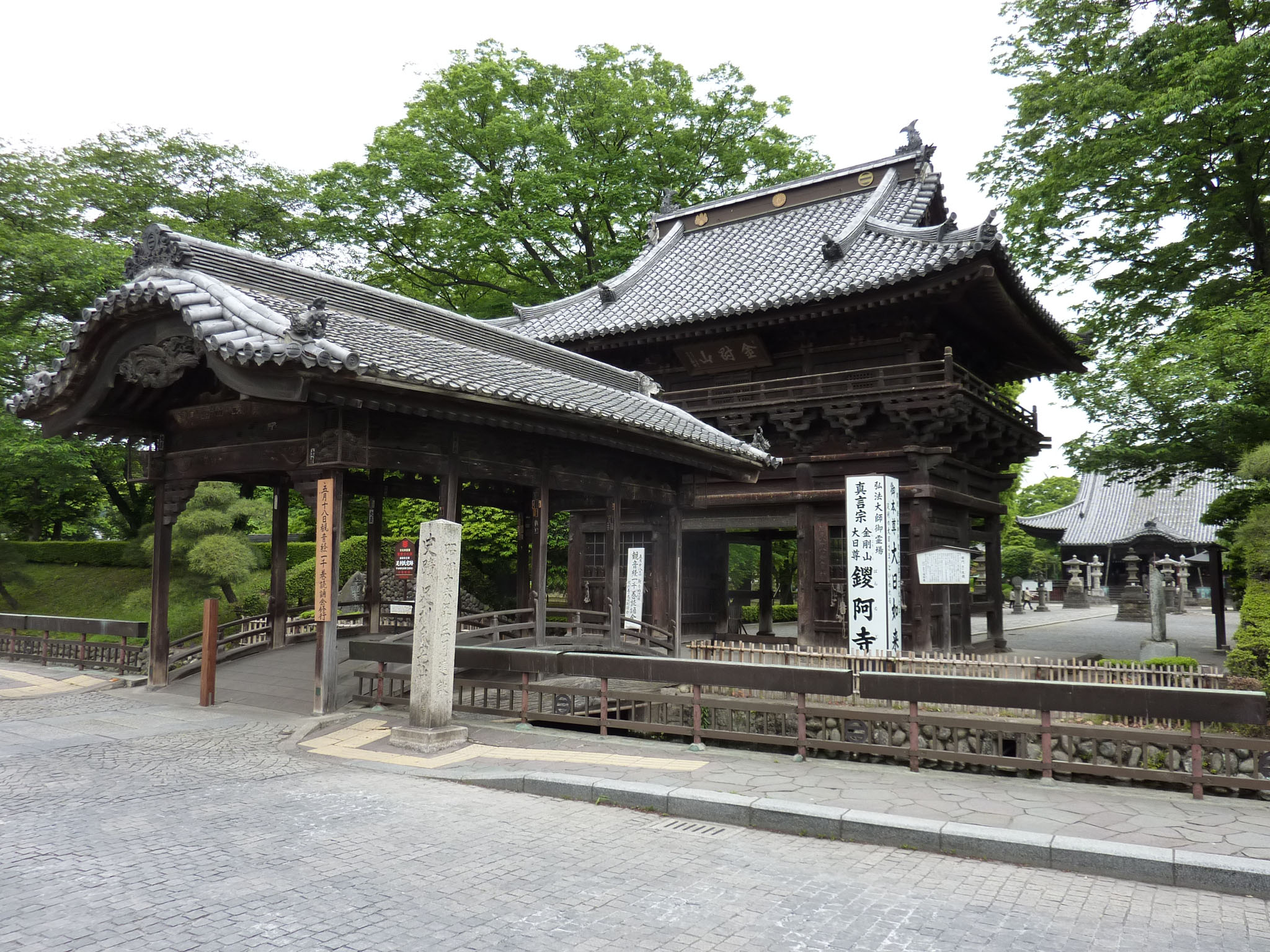
반나지

반나지(鑁阿寺 반나지[*])는 일본 도치기현 아시카가시 이에토미초에 있는 절이다. 본당은 국보로 지정되어 있다.